# Кашкалаши
Кашкалаши (баш. Ҡашҡалаша) — село в Благоварском районе Башкортостана, центр Кашкалашинского сельсовета.

## Географическое положение
Расстояние до:
- районного центра (Языково): 18 км,
- ближайшей ж/д станции (Чишмы): 31 км.

## История
В «Списке населенных мест по сведениям 1870 года», изданном в 1877 году, населённый пункт упомянут как деревня Кашкалаши 1-го стана Уфимского уезда Уфимской губернии. Располагалась при речке Узе, по Казанскому почтовому тракту из Уфы, в 54 верстах от уездного и губернского города Уфы и в 40 верстах от становой квартиры в деревне Берсюванбаш. В деревне в 175 дворах жили 1177 человек (577 мужчин и 600 женщин, башкиры, татары); были мечеть, училище, 13 лавок, базары по средам.

## Население
| 2002 | 2009 | 2010 |
| ---- | ---- | ---- |
| 581  | ↗607 | ↗611 |

Согласно переписи 2002 года, преобладающие национальности — башкиры (10%), татары (90%).

## Известные уроженцы
- Бахтияров, Равиль Кутдусович — слесарь-монтажник и сварщик треста «Нефтепроводмонтаж», Герой Социалистического Труда.
- Хасанов, Дамир Юсупович — электросварщик треста «Нефтепроводмонтаж», Герой Социалистического Труда.